# KSPO/Saison 2011
Dieser Artikel listet Erfolge und Mannschaft des Radsportteams KSPO in der Saison 2011 auf.

## Abgänge – Zugänge
| Zugänge       | Team 2010 | Abgänge        | Team 2011 |
| ------------- | --------- | -------------- | --------- |
| Hyun Wook Joo | Neoprofi  | Ha Neul Jung   | Unbekannt |
| Ki Joo Lee    | Neoprofi  | Jae Wan Jung   | Unbekannt |
| Geon Bi Park  | Neoprofi  | Jeong Gyo Jung | Unbekannt |
| Yeon Je Sung  | Neoprofi  | Bong Chul Shin | Unbekannt |
|               |           | Ho Sik Yun     | Unbekannt |

## Mannschaft
| Name           | Geburtstag         | Nationalität |
| -------------- | ------------------ | ------------ |
| Dong Hyun Choi | 28. Januar 1988    | Südkorea     |
| Hyun Wook Joo  | 17. April 1986     | Südkorea     |
| Ji Min Jung    | 2. August 1991     | Südkorea     |
| Dong Hun Kim   | 12. September 1986 | Südkorea     |
| Ki Joo Lee     | 9. Juni 1992       | Südkorea     |
| Geon Bi Park   | 25. Februar 1987   | Südkorea     |
| Sung Baek Park | 27. Februar 1985   | Südkorea     |
| Dong Hyun Shin | 25. Februar 1990   | Südkorea     |
| Yeon Je Sung   | 1. Oktober 1986    | Südkorea     |

## Platzierungen in UCI-Ranglisten
UCI Asia Tour 2011
|     | Fahrer         | Punkte |
| --- | -------------- | ------ |
| 86. | Sung Baek Park | 37     |